# Bełdany
Bełdany – jezioro polodowcowe, rynnowe znajdujące się w województwie warmińsko-mazurskim, w powiecie piskim, w gminie Ruciane-Nida, w całości na terenie Mazurskiego Parku Krajobrazowego, otoczone sosnowo - świerkowymi lasami Puszczy Piskiej.
Zbiornik usytuowany jest na wysokości 116 m n.p.m., obecnie powierzchnia to 944 ha i z biegiem lat staje się coraz mniejsza. W 1955 powierzchnia jeziora wynosiła 1 241,6 ha. Zbiornik podlega eutrofizacji. Na jeziorze znajdują się 3 wyspy. Składa się z wyraźnie wyodrębnionych dwóch części – południowej, o mocno rozwiniętej linii brzegowej, i północnej, węższej i mniej urozmaiconej. Na północy łączy się z jeziorem Mikołajskim, a na południowym, poprzez wodną śluzę komorową Guzianka z jeziorem Guzianka Mała i dalej z jeziorem Guzianka Wielka i jeziorem Nidzkim. Brzegi jeziora wysokie, strome i zalesione. 14 lutego 1968 wyspa na Bełdanach otrzymała nazwę Siekierniak.
Znajduje się tu wiele ośrodków wypoczynkowych. Koło połączenia z Jeziorem Mikołajskim przy miejscowości Wierzba znajduje się prom samochodowy.

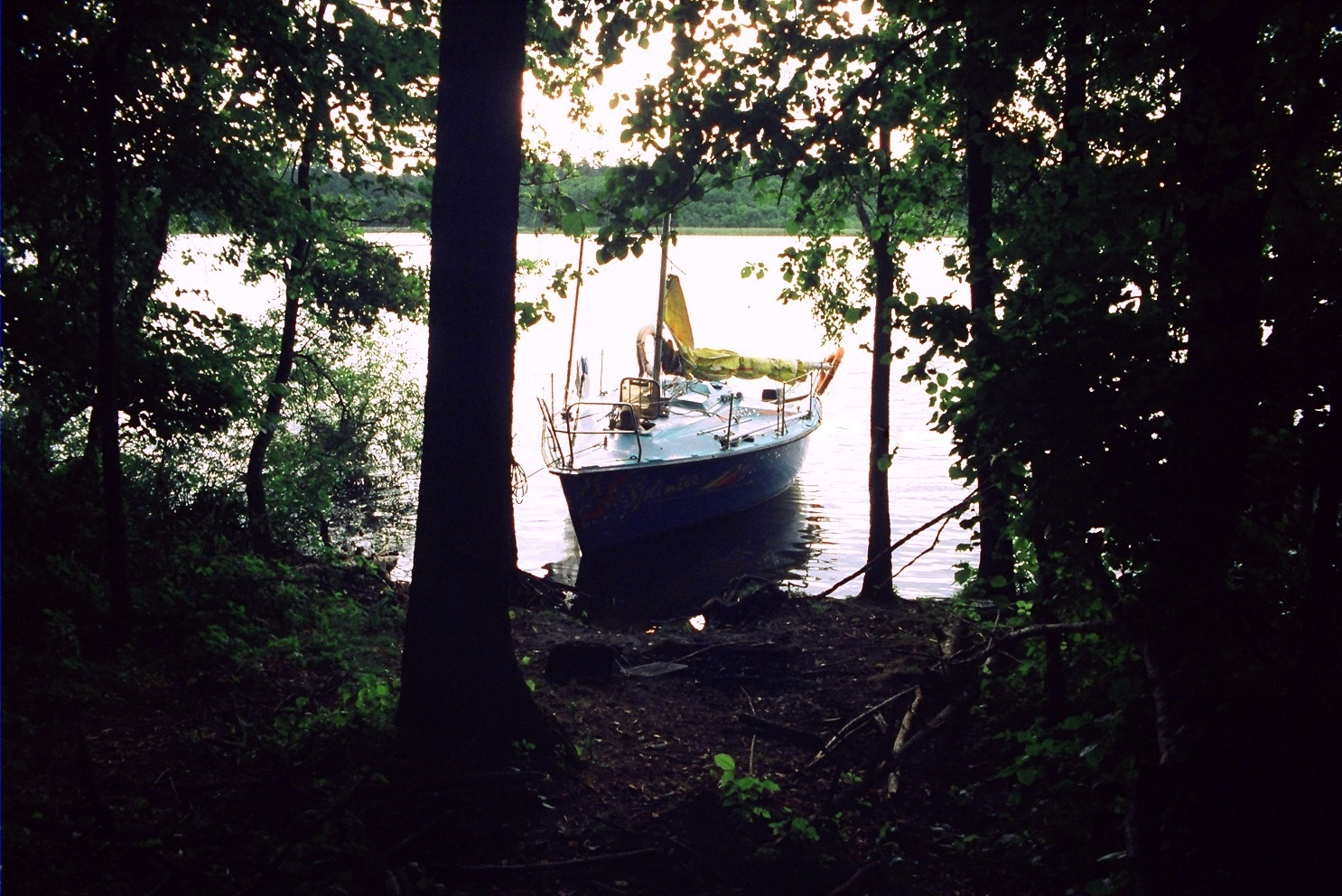
Cumowanie na dziko

Jezioro to jest częścią popularnej "jachtostrady" mazurskiej, i wraz z jeziorem Mikołajskim stanowi bezpośrednie wodne połączenie między Mikołajkami a Rucianem. Z tego względu w sezonie jest jednym z najbardziej uczęszczanych i zatłoczonych jezior mazurskich; zwłaszcza część północna obfituje w liczne dogodne miejsca postojowe, co skutkuje znaczną dewastacją brzegów; przyczynia się do niej także erozja wywoływana przez intensywny ruch motorowodny.
Jezioro jest typowym zbiornikiem rynnowym, długość maksymalna wynosi 12 400 m i szerokość maksymalna 2 400 m. Powierzchnia zwierciadła wody wynosi 940,6 ha. Dno zbiornika jest urozmaicone, z licznymi głęboczkami, linia brzegowa jest silnie rozwinięta długość 33 300 m, pojemność masy jeziornej to 94 847,6 tys. m³. Litoral jeziora Bełdany zajmuje 26% powierzchni jeziora, w tym prawie 3/4 jeziora stanowi roślinność zanurzona, bezpośrednie otoczenie jeziora w 80% stanowią kompleksy Puszczy Piskiej, w zlewni bezpośredniej występują głównie gleby bielicowe wytworzone na piaskach sandrowych.
Dane morfometryczne jeziora
- wysokość n.p.m.: 116 m
- głębokość maksymalna: 46 m
- głębokość średnia: 10 m
- długość: 12,4 km
- szerokość maksymalna: 2,4 km
- szerokość minimalna: 200 m

Ryby występujące w jeziorze Bełdany
- sandacz
- szczupak
- okoń
- węgorz
- leszcz
- płoć